# Hougham Without
Hougham Without est une paroisse civile du Kent, en Angleterre.